# 찰리 오스틴
찰스 "찰리" 오스틴(영어: Charles "Charlie" Austin, 1989년 7월 5일 ~ )은 잉글랜드의 축구 선수로, 현재 스윈던 타운에서 공격수로 뛰고 있다.
14-15시즌 리그 35경기에 출전해 18골 7도움을 기록하며 득점 랭킹 4위를 기록했으나 2부로 강등된 퀸즈 파크 레인저스에 잔류했다.

## 학력
존 오곤트 스쿨
2016년 1월 16일 사우샘프턴 FC로 이적했다.